# 본점
본점(本店)은 소매·외식 산업 · 금융 기관 등 복수의 점포를 가지는 업종에서 영업상의 주축이 되는 점포를 말한다.